# Мосс, Джонатан
Джо́натан Мосс (англ. Jonathan Moss; родился 18 октября 1970 года в Сандерленде), также известный как Джон Мосс (англ. Jon Moss) — завершивший карьеру английский футбольный судья. С 2011 по 2022 год обслуживал матчи Премьер-лиги, а также английские национальные кубковые турниры.

## Судейская карьера
Мосс окончил Университет Лидса по специальности «физическое воспитание». В юности играл в футбол за любительские команды. В 1999 году завершил выступления в качестве футболиста, после чего начал работать футбольным арбитром.
С 1999 по 2005 годы обслуживал матчи нижних дивизионов системы футбольных лиг Англии.
С 2005 года начал работать на матчах Футбольной лиги.
В 2011 году был включён в список судей, обслуживающих матчи Премьер-лиги.
В апреле 2015 года был назначен главным арбитром на финал Кубка Англии между лондонским клубом «Арсенал» и бирмингемским клубом «Астон Вилла».

## Статистика
| Сезон   | Игры | Всего | за игру | Всего | за игру |
| ------- | ---- | ----- | ------- | ----- | ------- |
| 2011/12 | 32   | 112   | 3,50    | 11    | 0,34    |
| 2012/13 | 31   | 86    | 2,77    | 1     | 0,03    |
| 2013/14 | 35   | 105   | 3,00    | 4     | 0,11    |
| 2014/15 | 37   | 142   | 3,83    | 9     | 0,24    |
| 2015/16 | 33   | 97    | 2,94    | 7     | 0,21    |

Источник: soccerbase